# Cantó de Château-Landon
El cantó de Château-Landon és un antic cantó francès del departament del Sena i Marne, que estava situat al districte de Fontainebleau. Comptava amb 15 municipis i el cap era Château-Landon.
Al 2015 va desaparèixer i el seu territori va passar a formar part del cantó de Nemours.

## Municipis
- Arville
- Aufferville
- Beaumont-du-Gâtinais
- Bougligny
- Bransles
- Chaintreaux
- Château-Landon
- Chenou
- Gironville
- Ichy
- La Madeleine-sur-Loing
- Maisoncelles-en-Gâtinais
- Mondreville
- Obsonville
- Souppes-sur-Loing

## Història
| Data d'elecció                           | Identitat          | Partit                                  | Qualitat |
| ---------------------------------------- | ------------------ | --------------------------------------- | -------- |
| 1945-1951                                | Jean Vigier        | Divers gauche                           |          |
| 1951-1964                                | Albert Ouvré       | Divers droite                           |          |
| 1964-1982                                | Victor Prudhomme   | SFIO, després PS, després divers gauche |          |
| 1982-                                    | Jean-Jacques Hyest | UDF, després UMP                        |          |
| les dades anteriors no són pas conegudes |                    |                                         |          |
|                                          |                    |                                         |          |